# Броніславув (Кутновський повіт)
Броніславув (пол. Bronisławów) — село в Польщі, у гміні Ланента Кутновського повіту Лодзинського воєводства.
У 1975-1998 роках село належало до Плоцького воєводства.